# 桑迪比奇鎮區 (密歇根州)
桑迪比奇鎮區（英語：Sandy Beach Township）是位於美國密歇根州休倫縣的一個行政鎮區。

## 地方資料
桑迪比奇鎮區的面積為94.90平方千米，當中陸地面積為94.30平方千米，而水域面積為0.60平方千米。根據2020年美國人口普查的數據，當地共有人口1155人，而人口密度為每平方千米12.17人。